# Манометр Мак-Леода
Компрессио́нный мано́метр Мак-Лео́да — прибор для измерения низких давлений, был разработан в 1890 году. Действие прибора основано на измерении высоты столбика газа, сжатого ртутью в капилляре известного сечения.

## Измерение давления с помощью манометра Мак-Леода
Измерение давления с помощью манометра осуществляется следующим образом:
- Расширяя резервуар с гибкими стенками, полностью очищают трубки 1, 2 и 3 от ртути, соединяя таким образом ресивер V с исследуемым объёмом Vx.
- Затем, сжимая нижний резервуар, заполняют систему ртутью до тех пор, пока уровень ртути в капилляре 2 не совпадет с верхним концом капилляра 1. При этом в 1 остается столбик сжатого газа.
- При изготовлении прибор градуируется, и рядом с трубкой наносится шкала, по которой можно непосредственно снимать отсчёт давления в торрах либо других единицах.

Важно отметить, что манометр рассчитан на измерение давления газа в изотермических условиях, поэтому процесс заполнения манометра и последующего сжатия газа в измерительном капилляре 1 должен производиться как можно медленнее.
Трубка 3 обычно делается значительно шире капилляров 1 и 2 с целью облегчения проникновения газа из исследуемой системы в ресивер.

### Рабочая формула
Приведем вывод формулы для нахождения давления в объеме {\displaystyle V_{x}} по высоте {\displaystyle h}:
Давление газа в капилляре 1 до сжатия равно измеряемому давлению
{\displaystyle p}, после сжатия:
{\displaystyle p_{1}=p+\rho gh}.
При этом, так как процесс сжатия газа является изотермическим, на основании закона Бойля-Мариотта:
{\displaystyle pV=(p+\rho gh)(\pi r^{2}h)}.
Отсюда можно выразить искомое давление:
{\displaystyle p={\pi \rho gr^{2} \over (V-\pi r^{2}h)}h^{2}}.
В силу того, что объем газа в капилляре много меньше объёма ресивера, формулу можно преобразовать к следующему приближенному виду:
{\displaystyle p=Ch^{2}},
{\displaystyle C={\pi \rho gr^{2} \over V}}, где
C — постоянная прибора. Очевидно, что для измерения возможно более минимального давления при неизменной высоте столбика газа в капилляре 1 необходимо увеличивать объем ресивера и уменьшать радиус капилляра.

## Применение манометра Мак-Леода
Практическое использование прибора затруднено в силу сложности, неудобства и медленности работы с ним, а также невозможности серийного изготовления. Манометры изготавливаются и градуируются штучно, при этом для каждого экземпляра варьируется значение постоянной прибора. Потому манометр Мак-Леода используется только как эталонный прибор при градуировке серийных манометров и вакуумметров. Достоинствами манометра Мак-Леода является абсолютность метода измерения, так как высота столбика сжатого газа при прочих равных условиях напрямую связана с его давлением. Предел шкалы прибора ограничивается возможностью очистки рабочего объёма от газа (при его увеличении резко возрастает масса используемой в приборе ртути), диаметром капилляра (при излишне узком капилляре происходит прилипание ртути к его стенкам), возможностью измерения столбика газа, и в лучших практических экземплярах составляет порядка 10−5Torr.